# Liste der Stolpersteine in Rijeka

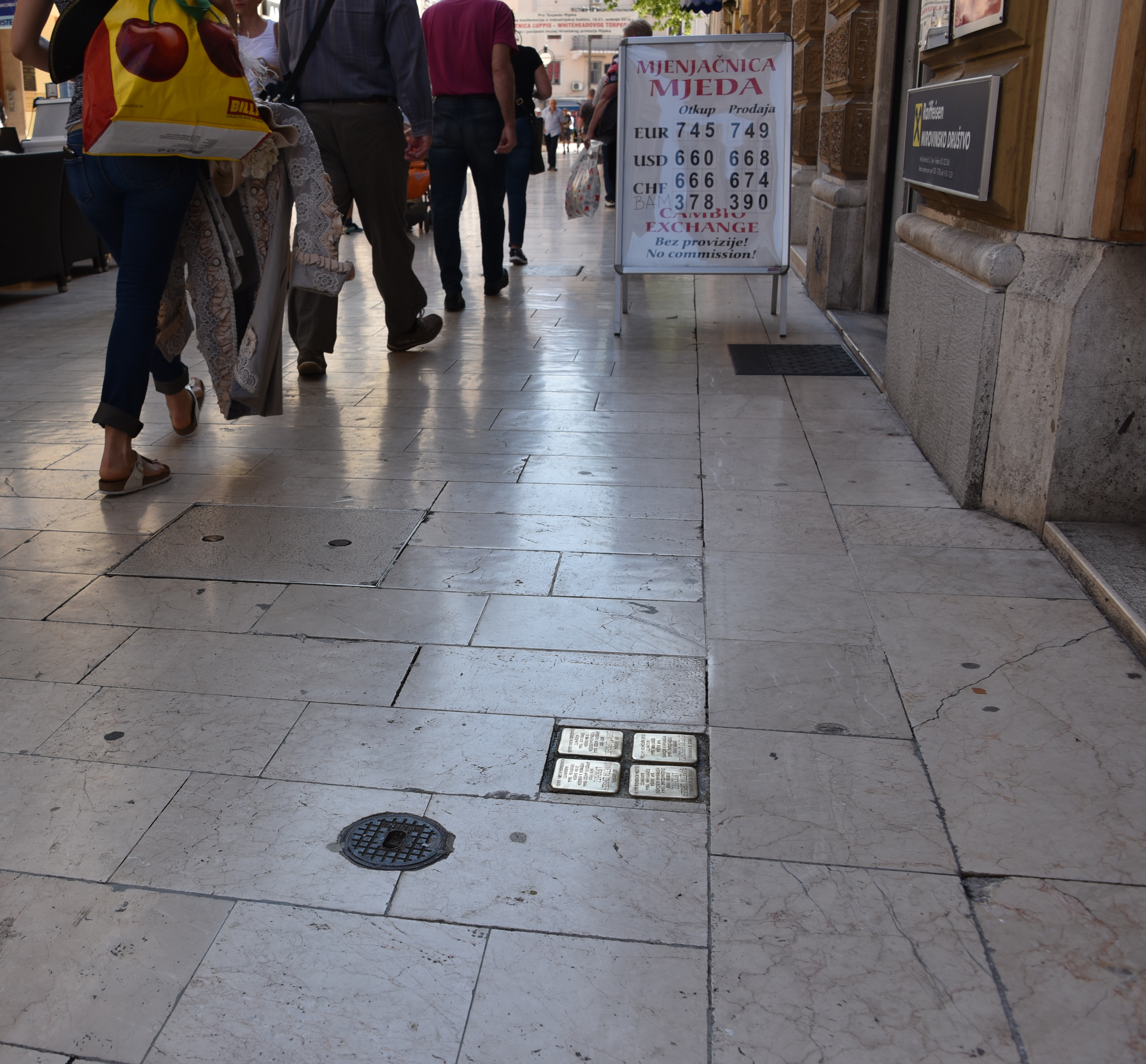
Die Stolpersteine von Rijeka

Die Liste der Stolpersteine in Rijeka enthält die Stolpersteine, die vom Kölner Künstler Gunter Demnig in der kroatischen Stadt Rijeka verlegt wurden. Stolpersteine erinnern an das Schicksal der Menschen, die von den Nationalsozialisten ermordet, deportiert, vertrieben oder in den Suizid getrieben wurden. Stolpersteine liegen im Regelfall vor dem letzten selbstgewählten Wohnsitz des Opfers. Der Name der Stolpersteine lautet auf Kroatisch: Kamen spoticanja, auf Italienisch: pietre d’inciampo.
In Rijeka erfolgten die ersten Stolperstein-Verlegungen Kroatiens.

## Verlegte Stolpersteine
In Rijeka wurden an fünf Adressen Stolpersteine für fünfzehn Opfer verlegt. Für die ersten berücksichtigten Opfer, Eugenio und Giannetta Lipschitz, wurden jeweils zwei Stolpersteine verlegt, einer in kroatischer Sprache und einer in italienischer Sprache. Auf den später verlegten Stolpersteinen wurden beide Sprachversionen auf demselben Stein eingraviert.
| Stolpersteinh | Übersetzung | Verlegeort                   | Name, Leben |
| ------------- | --- | ---------------------------- | --- |
|               | HIER WOHNTE ROBERTO BRAUN GEB. 1937 VERHAFTET 11.11.1944 DEPORTIERT 1945 RAVENSBRÜCK BEFREIT BERGEN-BELSEN HINGESCHIEDEN 22.6.1945                                                   | Ulici Blaža Polića 6         | Roberto Braun (1937–1945) |
|               | HIER WOHNTE CAROLA BRAUN PERLOW GEB. 1904 VERHAFTET 11.11.1944 DEPORTIERT NACH RAVENSBRÜCK SACHSENHAUSEN ERMORDET                                                                    | Ulica Slaviše Vajnera Čiče 7 | Carola Braun Perlow (1904–1945) |
|               | HIER WURDE VERHAFTET AM 28.3.1944 SERGIO DESIMONE GEB. 1937 DEPORTIERT NACH AUSCHWITZ, NEUENGAMME ERLITT MEDIZINISCHE EXPERIMENTE ERMORDET 20.4.1945 SCHULE BULLENHUSER DAMM HAMBURG | Ulica Moše Albaharija 17     | Sergio Desimone (1937–1945) |
|               | HIER WOHNTE ROSA FARBEROW GEB. 1883 VERHAFTET 28.3.1944 DEPORTIERT NACH AUSCHWITZ ERMORDET 4.4.1944                                                                                  | Ulica Moše Albaharija 17     | Rosa Farberow (1883–1944) |
|               | HIER WOHNTE EUGENIO LIPSCHITZ GEB. 1883 VERHAFTET MÄRZ 1944 INTERNIERT IN RISIERA DI SAN SABBA DEPORTIERT 1944 AUSCHWITZ ERMORDET AN EINEM UNBEKANNTEN ZEITPUNKT                     | Ante Starčevića 5 ·          | Eugenio Lipschitz, eigentlich Jeremus Eugenio Lipschitz, wurde am 5. Mai 1883 im westungarischen Sümeg geboren. Er lebte mit seiner Familie ab 1894 in Fiume/Rijeka, etablierte sich als Einzelhändler von Galanteriewaren und Schmuck und heiratete Zseni Zipszer, auch Giannetta genannt. Das Ehepaar hatte drei Kinder, die Söhne Arturo (1914–1980) und Efraim (geboren 1919) und die Tochter Magda (auch Maddalena), welche Enrico Heimler heiratete und dessen Namen annahm. Beide Söhne konnten rechtzeitig nach Palästina emigrieren. Tochter Magda flüchtete gemeinsam mit ihrem Ehemann, ihren Schwiegereltern und der Schwägerin September 1943 nach Italien und im Folgejahr in die Schweiz, wo sie den Holocaust überlebte. Jeremus Eugenio Lipschitz wurde vom Mussolini-Regime von 28. Juli 1940 bis 22. Dezember desselben Jahres im Internierungslager Campagna interniert. Danach konnte er nach Fiume zurückkehren. Er und seine Ehefrau wurden im März 1944 in Fiume von deutschen Streitkräften verhaftet, zuerst nach Risiera di San Sabba verschleppt, ein deutsches Konzentrationslager in Triest, später nach Auschwitz-Birkenau. Dort wurde beide zu einem unbekannten Zeitpunkt ermordet. Seine Schwester Giuseppina und deren Ehemann Adolfo Simkovits wurden ebenfalls in Auschwitz ermordet. Sein Bericht über die Internierung im Lager Campagna wurde von seiner Tochter aus dem Ungarischen ins Italienische übersetzt und im Jahr 2001 in Buchform veröffentlicht. |
|               | HIER WOHNTE AARON PERLOW GEB. 1906 VERHAFTET 11.11.1944 DEPORTIERT NACH RAVENSBRÜCK SACHSENHAUSEN ERMORDET                                                                           | Ulica Slaviše Vajnera Čiče 7 | Aaron Perlow (1906–1945) |
|               | HIER WOHNTE JOSSI PERLOW GEB. 1913 VERHAFTET 28.3.1944 DEPORTIERT NACH AUSCHWITZ ERMORDET                                                                                            | Ulica Moše Albaharija 17     | Jossi Perlow (1913–1944) |
|               | HIER WOHNTE MARIO PERLOW GEB. 1928 VERHAFTET 11.11.1944 DEPORTIERT NACH RAVENSBRÜCK SACHSENHAUSEN ERMORDET                                                                           | Ulica Moše Albaharija 17     | Mario Perlow (1928–1944) |
|               | HIER WOHNTE PAOLA PERLOW GEB. 1910 VERHAFTET 28.3.1944 DEPORTIERT NACH RAVENSBRÜCK SACHSENHAUSEN ERMORDET                                                                            | Ulica Moše Albaharija 17     | Paola Perlow (1910–1944) |
|               | HIER WOHNTE SILVIO PERLOW GEB. 1937 VERHAFTET 11.11.1944 DEPORTIERT NACH RAVENSBRÜCK SACHSENHAUSEN ERMORDET                                                                          | Ulica Slaviše Vajnera Čiče 7 | Silvio Perlow (1937–1945) |
|               | HIER WOHNTE SONIA PERLOW GEB. 1902 VERHAFTET 28.3.1944 DEPORTIERT NACH AUSCHWITZ ERMORDET 4.4.1944                                                                                   | Ulica Moše Albaharija 17     | Sonia Perlow (1902–1944) |
|               | HIER WOHNTE ELENA SCHWARZENBERG GEBOREN 1873 VERHAFTET 20.2.1944 DEPORTIERT AUSCHWITZ ERMORDET                                                                                       | Zagrebačka 19                | Elena Schwarzenberg (1873–1944/45) |
|               | HIER WOHNTE EUGENIO WERNDORFER GEBOREN 1893 VERHAFTET 20.2.1944 DEPORTIERT AUSCHWITZ ERMORDET                                                                                        | Zagrebačka 19                | Eugenio Werndorfer (1893–1944/45) |
|               | HIER WOHNTE GUGLIELMO WERNDORFER GEBOREN 1866 VERHAFTET 20.2.1944 DEPORTIERT AUSCHWITZ ERMORDET                                                                                      | Zagrebačka 19                | Guglielmo Werndorfer (1866–1944/45) |
|               | HIER WOHNTE GIANNETTA ZIPSER LIPSCHITZ GEB. 1893 VERHAFTET MÄRZ 1944 INTERNIERT IN RISIERA DI SAN SABBA DEPORTIERT 1944 AUSCHWITZ ERMORDET AN EINEM UNBEKANNTEN ZEITPUNKT            | Ante Starčevića 5 ·          | Giannetta Zipszer Lipschitz, auch Zseni Zsipser, wurde als Tochter des Kaufmannsgehilfen Albert Zipszer (geb. 1843) und der Hausfrau Rozaliá Altmann (geb. 1848) am 18. Juni 1893 in Mád in Nordost-Ungarn geboren. Sie hatte zumindest einen Bruder, Herman, geboren 1868 in Mad. Sie lebte ab 1914 in Fiume/Rijeka, war mit Jeremus Eugenio Lipschitz verheiratet und als Hausfrau tätig. Das Ehepaar hatte zumindest drei Kinder, die alle in Fiume geboren wurden – Arturo, Magda und Efraim. Zusammen mit ihrem Ehemann wurde sie im März 1944 in Fiume verhaftet, nach Risiera di San Sabba und später nach Auschwitz-Birkenau verschleppt und dort – ebenso wie ihr Mann – zu einem unbekannten Zeitpunkt vom NS-Regime ermordet. Ihre drei Kinder haben alle die deutschen Schreckensherrschaft und den Holocaust überlebt. |

## Verlegedatum
- 21. Mai 2013: Ante Starčevića (vom Künstler persönlich verlegt)[8]
- 28. März 2019: Ulica Blaža Polića 6, Ulica Moše Albaharija 17, Ulica Slaviše Vajnera Čiče 7[9]